# MAZ-101
Der MAZ-101 (russisch МАЗ-101, deutsche Transkription eigentlich MAS-101), auch MAZ-101 Neoplan, ist ein Busmodell des belarussischen Fahrzeugherstellers Minski Awtomobilny Sawod, das von 1993 bis 1997 in Serie produziert wurde. Es handelt sich dabei um eine Lizenzfertigung des vom deutschen Unternehmen Neoplan hergestellten Niederflurbusses N4014 NF.

## Geschichte

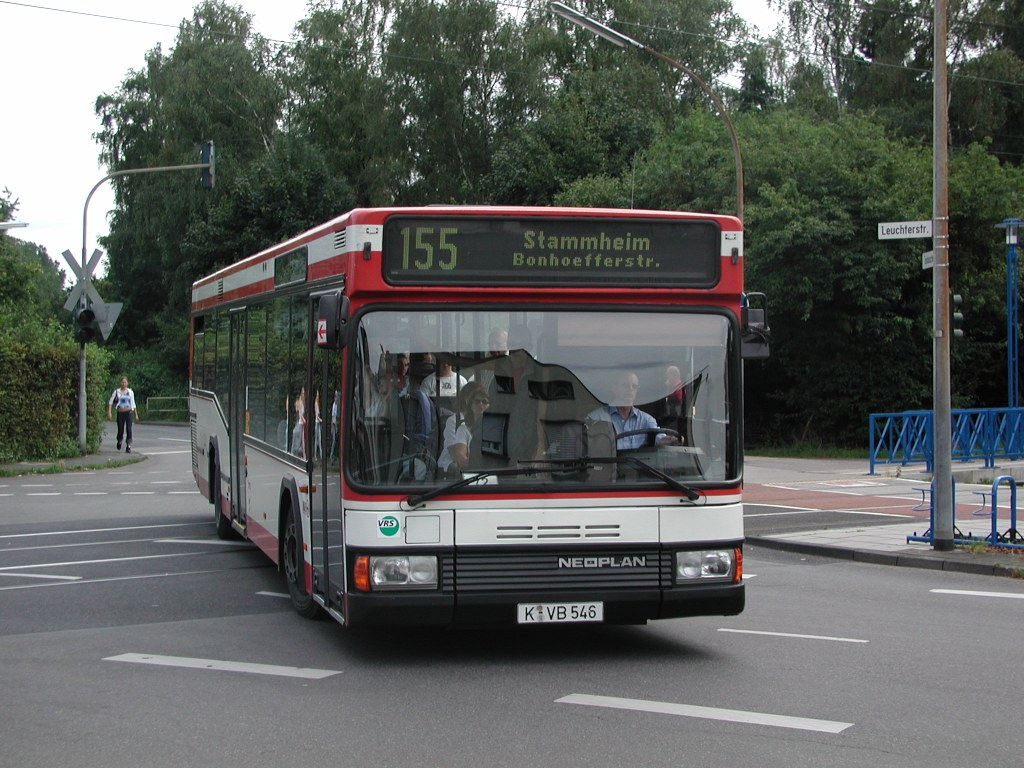
Ein Neoplan N4014 NF in Deutschland

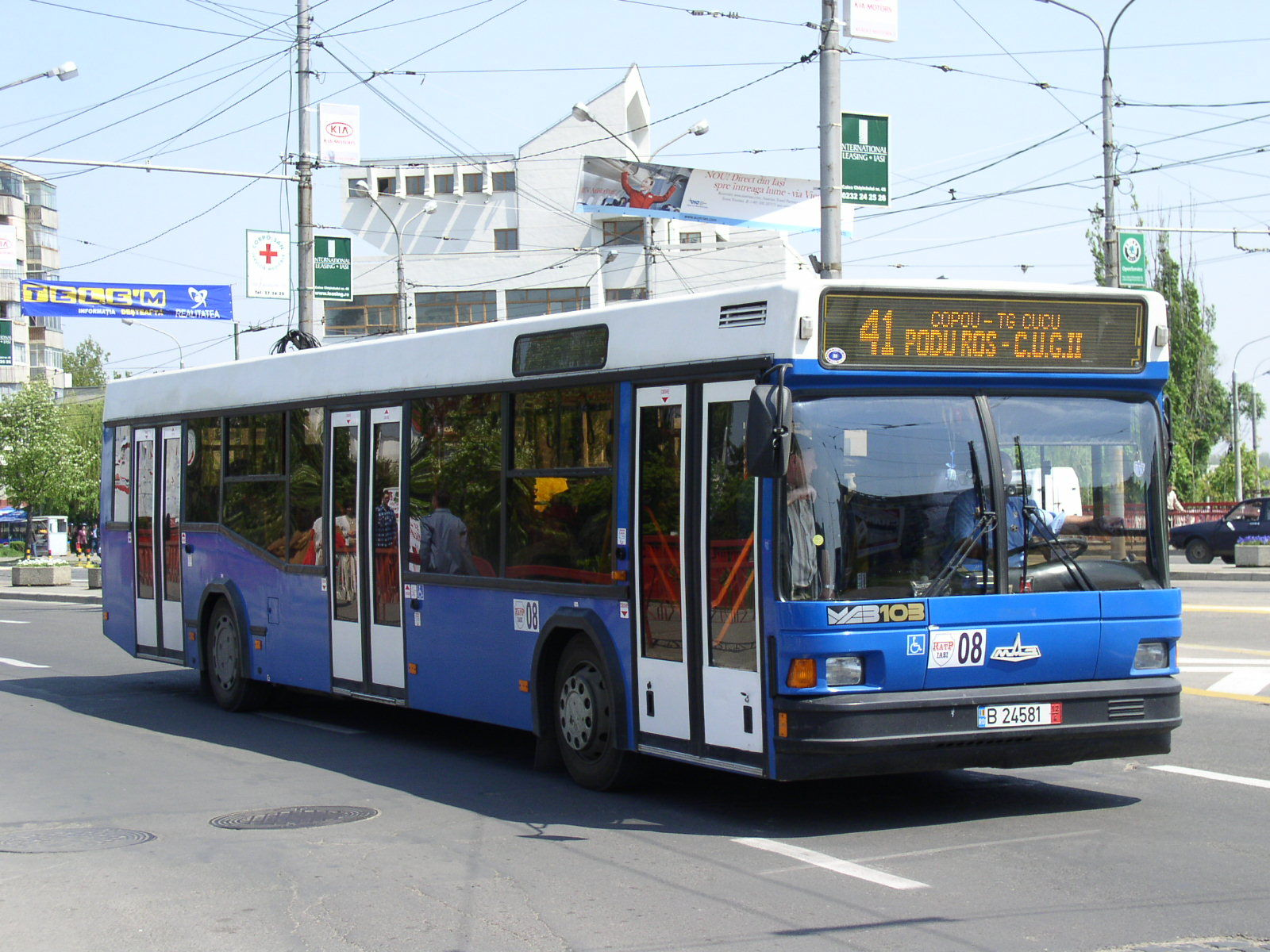
Ein MAZ-103, Nachfolger des -101 und optisch weitgehend identisch

Nach dem Zusammenbruch der Sowjetunion nahm der Fahrzeughersteller MAZ schnell Beziehungen zu westlichen Unternehmen auf, um für den osteuropäischen Markt Produkte zu fertigen, die gegenüber den importierten Fahrzeugen konkurrenzfähig sein konnten. Bereits 1992 wurde in Zusammenarbeit mit Neoplan das Modell MAZ-101 Neoplan vorgestellt, welches technisch wie optisch sehr stark auf dem Niederflurmodell Neoplan N4014NF basierte. 
Allerdings verkaufte sich das Modell in den kommenden Jahren so schlecht, dass die Produktion 1997 abgebrochen wurde. Hauptgrund war, dass der Preis mit 200.000 US-Dollar in einem Bereich lag, der viel zu hoch angesiedelt war. Stattdessen wurde 1996 der Nachfolger MAZ-103 vorgestellt, welcher für nur noch 40 % des ursprünglichen Preises des MAZ-101 angeboten wurde.
Insgesamt wurden nur 39 Fahrzeuge dieses Typs hergestellt, wovon zwei bei MAZ selbst verblieben, zwei wurden nach Russland exportiert. Der Rest wurde im Minsker Nahverkehr eingesetzt. Bis 2010 wurden dort alle Fahrzeuge ausgemustert und durch andere Typen ersetzt. 
Optisch unterscheiden sich die späten Fahrzeuge des MAZ-101 vom MAZ-103 nur durch den geänderten Typenschriftzug an der Front und dadurch, dass beim MAZ-103 nur noch ein Frontscheinwerfer pro Seite verbaut wurde. Die frühen MAZ-101 hatten noch eine ungeteilte Windschutzscheibe wie beim Neoplan N4014 NF. Technisch handelt es sich beim MAZ-103 um ein völlig anderes Modell.

## Technische Daten
- Motor: Sechszylinder Dieselmotor
- Motortyp: MAN D 0826 LOH-07
- Leistung: 180 kW (230 PS)
- Achsen: 2
- Antriebsformel: 4×2
- Türen: 3 (Dies war auch der wesentlichste Unterschied zum Originalmodell, welches über nur 2 Türen verfügte)